# Сухой Жихор
Сухой Жихор, также Диканёвка, Кабыштовка (устар. Сухой Жихоръ) — река в Харькове. Левый приток Лопани. Протекает севернее соседней речки Жихорец.

## Течение
Длина около 7 км. Берёт начало в Харькове в Овражном переулке у проспекта 50-летия СССР (с 2016 — Ландау) и течёт на юго-запад вдоль Овражной улицы, под проспектом Байрона, вдоль Кустанайской улицы, Кустанайского проезда; поворачивает на запад и течёт вдоль улицы Федоренко и Машиностроительного переулка возле посёлка Герцена, протекает в одноимённой балке «Сухой Жихор»; у водоёма-б. песчаного карьера «Дружба» уходит в подземную трубу, и под землёй огибает озеро Дружба.
Обогнув водоём, река выходит из трубы, в этом месте в неё впадает ручей из карьера «Дружба», затем опять в трубе под проспектом Гагарина, затем течёт с востока на запад, сначала между улицами Льговской и Вокзальной, через следующие исторические районы Харькова: Герцена, «Дружба», Основа (новая), Кабыштовка, Диканёвка.
Возле ж.д. платформы Диканёвка река уходит под Железноводскую улицу в длинную (более 1 км) подземную трубу под территорией Диканёвской мужской исправительной колонии.
За Диканёвкой, протекая под разгрузочной ж.д. платформой, впадает в левый приток Лопани реку Артёмовку (вытекающую с территории завода Турбоатом через озеро Артёма) выше полуразрушенной Новожановской плотины — прямо напротив Мирской рощи (острова Скуридина дача района Новожаново), в бывшем селе, ныне в историческом районе города Дудковка.
Ниже места впадения Сухого Жихаря река Артёмовка образует длинный вытянутый полуостров на левом берегу Лопани.

## Гидрографические объекты
- Озеро «Дружба» (б. карьер) на проспекте Гагарина[1].
- озеро Кабыштово[1] (сейчас болото) в районе Кабештова дача.

Река имеет несколько ручьёв-притоков.

## Прочие объекты
- Мотель Дружба (открыт в 1957 году).
- б. дореволюционное садоводство Кабештова на Змиевском шоссе, откуда пошло второе название реки.
- Диканёвская исправительная колония (мужская).